# Marcus Salvidenus Asprenas
Marcus Salvidenus Asprenas war ein im 1. Jahrhundert n. Chr. lebender römischer Politiker.
Durch Münzen ist belegt, dass Asprenas während der Regierungszeit von Vespasian (69–79) Statthalter in der Provinz Bithynia et Pontus war; er amtierte möglicherweise 76/77 in der Provinz.
Durch eine Inschrift, die in Leptis Magna gefunden wurde, ist belegt, dass ein Asprenas Statthalter (Proconsul) in der Provinz Africa war; er amtierte um 92/93 in der Provinz und hatte zuvor, um 77/80 bzw. 79/80 einen Konsulat erreicht. Möglicherweise ist Salvidenus Asprenas mit dem Statthalter in Africa identisch.
Marcus Salvidenus Proculus war wahrscheinlich der Bruder von Asprenas.